# Франсиско Марко дель Понт
Франсиско Казимиро Марко дель Понт Анхель Диас и Мендес (исп. Francisco Casimiro Marcó del Pont Ángel Díaz y Méndez; 1765 — 19 мая 1819) — испанский военный и государственный деятель, последний губернатор Чили (26 декабря 1815 — 12 февраля 1817).

## Ранняя карьера
Франсиско Марко дель Понт родился в городе Виго (Галисия, Испания), сын испанского бизнесмена Буэнавентура Марко дель Понт-и-Бори (1738—1818) и Хуаны Анхель Диас-и-Мендес.
В 1784 году Франсиско начал военную карьеру, став кадетом Сарагосского пехотного полка. В 1789 году он служил в испанском гарнизоне в крепости Оран, в 1802 году проходил службу в Таррагонском полку. Отличился во время Пиренейских войн против Наполеона, получил чин генерала и попал в плен во время осады Сарагосы в 1809 году. Он был осужден французским военным трибуналом и приговорен к смертной казни. Ему было предложено спасти свою жизнь и принести присягу на верность новому королю Испании Жозефу Бонапарту. Он отказался это сделать и, таким образом, завоевал уважение Жозефа Бонапарта, который заменил смертный приговор на пожизненное заключение.
В 1814 году после отступления французских войск из Испании Франсиско Марко дель Понт был освобожден из заключения. Он был еще совсем молод, ему еще не исполнилось 45 лет, когда его произвели в фельдмаршалы, а также назначили военным командиром и губернатором Тортосы. В сентябре 1815 года он был произведен в генерал-капитаны и назначен королевским губернатором Чили, куда он прибыл, чтобы занять свою должность, 26 декабря того же 1815 года.

## Губернатор Чили
В 1815 году Франсиско Марко дель Понт был назначен губернатором тогдашней испанской колонии Чили и прибыл в Вальпараисо в конце года. После того, как он возглавил испанскую колониальную администрацию в Чили, он отправил шпионов в Куйо, чтобы получить информацию о Андской армии в аргентинской провинции Мендоса. Позднее Андская армия под командованием Хосе да Сан-Мартина пересечет Анды, чтобы освободить Чили от испанского владычества. Внутри колонии Франсиско Марко дель Понт стремился укрепить испанский контроль посредством жестоких репрессий против всех тех, кто был связан с движением за независимость и оставался в Чили. Ряд знатных людей были депортированы на острова Хуан-Фернандес, а другие пострадали от грабежей испанских солдат во главе с печально известным капитаном Висенте Сан-Бруно.
Правление испанского губернатора Франсиско Марко дель Понта закончилось 12 февраля 1817 года, когда поражение роялистских сил под командованием генерала Рафаэля Марото в битве при Чакабуко позволило патриотическим силам вступить в столицу. Губернатор Франсиско Марко дель Понт попытался бежать в Вальпараисо, чтобы успеть на транспорт, отправляющийся в Перу, но его перехватила передовая колонна армии патриотов на асьенде под названием «Лас Таблас», недалеко от Эль-Киско. После его ареста он был допрошен Хосе де Сан-Мартином, который отправил его в Мендосу, а затем в Сан-Луис в Аргентине. Его дни закончились после последнего переезда в асьенду Педро Игнасио де Мухика, недалеко от Ренки, в городе Лухан, недалеко от Буэнос-Айреса, когда он скончался в тюрьме в 1819 году в возрасте 54 лет.